# Casiano José Chavarría
Casiano José Chavarría (ur. 3 sierpnia 1901 w La Paz, zm. ?) – boliwijski piłkarz grający na pozycji obrońcy.

## Kariera klubowa
Podczas kariery piłkarskiej w latach 1925–1931 reprezentował barwy stołecznego CD Calavera.

## Kariera reprezentacyjna
Casiano Chavarría grał w reprezentacji Boliwii w latach dwudziestych i trzydziestych. W 1926 roku uczestniczył w Copa América 1926. Boliwia zajęła na tym turnieju ostatnie, piąte miejsce, a Chavarría wystąpił w trzech z czterech meczów. Rok później ponownie grał na Copa América 1927. Boliwia zajęła czwarte, ostatnie miejsce, a Chavarría zagrał we wszystkich trzech meczach.
Grał w reprezentacji Boliwii na mistrzostwach świata 1930. Na mundialu wystąpił w obu przegranych 0:4 spotkaniach z Brazylią i Jugosławią.